# Les Naufragés
Pour les articles homonymes, voir Les Naufragés (homonymie).

Les Naufragés sont un groupe français de notoriété nationale de la région de Montpellier (Occitanie) mêlant chansons populaires, rock, ska,  musiques traditionnelles,  sur un fond de poésie, d’énergie festive et de chaleur humaine..
Formé en 1986 autour d'anciens membres du groupe rock OTH et porté par Spi leur charismatique chanteur et parolier, et des compositions souvent originales faisant la part belle à l'accordéon et à l'harmonica, le groupe a connu une certaine renommée dans les années 1990.

## Biographie
Formés en 1986 par deux membres du groupe montpelliérain OTH (Spi au chant-guitare-harmonica, « Phil » Messina à la basse) et Samy, dit « le crabe » (batteur des Vierges, frère de Spi et roadie d'OTH), les Naufragés existent jusqu'en 1991, dans le sillage d'OTH, avec un premier album enregistré en 1988 : « Les Naufragés » .
En 1990, le trio s'élargit pour enregistrer « Ça baigne ». Ce n'est pourtant qu'en 1991, avec la séparation d'OTH, que le groupe commence à véritablement à devenir majeur, écumant dès lors les scènes de France et d'Europe.
Entre 1991 et 2000, le groupe enregistre « A contre-courant » (1992), « Coup de foudre » (1995), « La cour des miracles » (1997) et « Namasté » (2000). Néanmoins, c'est surtout sur scène qu'il prouve la qualité de sa musique comme en témoignent les enregistrements live « Moi j'suis parti » et « En concert » (enregistré au Rockstore de Montpellier).
Bien que montpelliérains, les Naufragés jouent une musique ayant des sonorités bretonnes, celtiques et mêlant la chanson populaire (parfois même moyenâgeuse comme Le merle moqueur chanté par l'accordéoniste Pascale De Franceschi « Fanfan la rousse ») au rock (parfois punk comme « Brûlure »). Leurs chansons sont souvent servies par des textes très élaborés et poétiques écrits par Spi, parlant d'amour, d'aventures et de liberté (Lola n'a qu'un seul amant, La rose des vents, La jeune fille distinguée). Éclectique musicalement, le groupe a repris des artistes aussi variés que Léo Ferré (L'étrangère) , Édith Piaf (l'accordéoniste), les Cramps (Reste avec moi qui reprend le riff de Blue Moon Baby, une chanson reprise par les Cramps), Howlin Wolf (Le loup hurlant, reprise de Howlin' for my Babe) ou des chansons traditionnelles (Saint James Infirmary devenu La rue de la soif mais aussi et surtout Black Berry Blossom, L'harmonica et Jean François de Nantes, chanté par Samy le crabe).
En 1997, les Naufragés ont opéré à partir de l'album La cour des miracles, un virage vers les musiques proches du Moyen-Orient, délaissant un peu les « chansons de marins ».
En 2000, « Namasté » sera leur dernier album. En 2004, Les Naufragés sortent une première compil « Les diamants de l’instant ».
Le groupe est inactif à partir de 2002. Spi, chanteur et auteur du groupe, a formé son propre groupe Spi et la Gaudriole tandis que Julie et Samy ont participé au groupe La Tropa. En 2011, Spi a retrouvé Motch, comme lui ancien d'OTH, pour former un nouveau groupe punk rock, nommé Salut les anges. Quant à Samy, toujours fidèle à sa batterie, il continue avec Les Vierges et assurent quelques concerts auprès de Pascal Comelade.
En 2013, les Naufragés se reforment  après dix années de silence et sortent  « Les chansons phares », une deuxième compilation retraçant toute l’histoire des Naufragés (surnommés par leurs fans « Les naufs » ), annoncant leur retour sur scène et en studio.
En 2015 sort l'album « Libertalia » dans lequel Spi interprète un titre (Les loups sont entrés dans Paris d'Albert Vidalie/Louis Bessières) de Serge Reggiani et chantent en duo (Avec toi) avec Fanfan, accordéoniste des Naufragés depuis les années 1990.
Un deuxième album live est enregistré lors d’un concert à Bures-Sur-Yvette, suivi de la tournée de leur trente ans en 2016.
Composition du groupe en 2018
- Jean-Michel Poisson, dit « Spi » : chant, harmonica
- Stéphane Poisson dit « Samy le Crabe » : batterie
- Pascale de Franceschi dite « Fanfan la Rousse » : accordéon
- David Schittulli : guitare électrique
- Ludovic Crès : basse
- Alexandre Roux : guitare folk (additionnel)

## Discographie (1988/2016)

### Albums studio, lives et compilations
- 1988 : « Les Naufragés », réédité en 1994.
- 1990 : « Ça baigne »
- 1992 : « À contre-courant »
- 1994 : « Coup de foudre »
- 1996 : « En concert » (Live)
- 1997 : « La cour des miracles »
- 2000 : « Namasté »
- 2004 : « Les diamants de l'instant » (compilation)
- 2013 : « Les chansons phares » (compilation)
- 2015 : « Libertalia » - DBAO - Mad/Pias France 2017
- 2016 : « Concert intégral » (Live des 30 ans) - Mad/Pias France 2017
- 2018 : « Vent d'ouest » - DBAO - Mad/Pias France

#### EP
- 1993 : « Moi, j'suis parti », 8 titres

### Nota bene
- Deux membres du groupe de Bob marley, les Wailers,Tyrone Downie et Al Anderson ont joué sur l'album La cour des miracles
- Spi et Fanfan ont participé à l'album Les Hurlements d'Léo chantent Mano Solo

## Vidéos
- 1996 : En concert

## Clips
- 2015 : Pirate
- 2015 : Le mal par le mal
- 2018 : Coureur de liberté